# 斯坦博鎮區 (密歇根州)
斯坦博鎮區（英語：Stambaugh Township）是位於美國密歇根州艾昂縣的一個行政鎮區。

## 地方資料
斯坦博鎮區的面積為492.30平方千米，當中陸地面積為470.80平方千米，而水域面積為21.50平方千米。根據2020年美國人口普查的數據，當地共有人口1200人，而人口密度為每平方千米2.44人。